# کری کندی
مری کری کندی (انگلیسی: Kerry Kennedy؛ زادهٔ ۸ سپتامبر ۱۹۵۹) کنشگر، نویسنده و فعال حقوق بشر آمریکایی است.

## موقعیت
کندی رئیس سازمان حقوق بشر رابرت اف. کندی است و هفتمین کودک و سومین دختر رابرت اف. کندی است. کری طی ۱۵ سال زندگی مشترک خود با اندرو کوئومو فرماندار نیویورک، از سال ۱۹۹۱ تا ۲۰۰۳ به نام «کری کندی کوئومو» شناخته می‌شد. او همچنین خواهرزاده جان اف. کندی فقید رئیس‌جمهور ایالات متحده آمریکا و تد کندی رئیس مجلس سنای ایالات متحده آمریکا و یکی از دخترعموهای کرولاین کندی سفیر آمریکا در ژاپن و ماریا شرایور، همسر سابق آرنولد شوارتزنگر هنرپیشه، بدنساز، و فرماندار کالیفرنیا. پدربزرگ مادری او جرج اسکیکل مؤسس شرکت کربن دریاچه‌های بزرگ است.

## زندگی‌نامه
کندی در بوستون، ماساچوست متولد شد. سه روز پس از تولد او، پدرش از سمت مشاور اصلی کمیته راکتس سنا استعفا داد. پدر او رابرت اف. کندی در سال ۱۹۶۸ ترور شد. او فارغ‌التحصیل مدرسه پوتنی و دانشگاه براون است و مدرک جی‌دی خود را از دانشکده حقوق دانشگاه بوستون اخذ کرد.

## زندگی شخصی

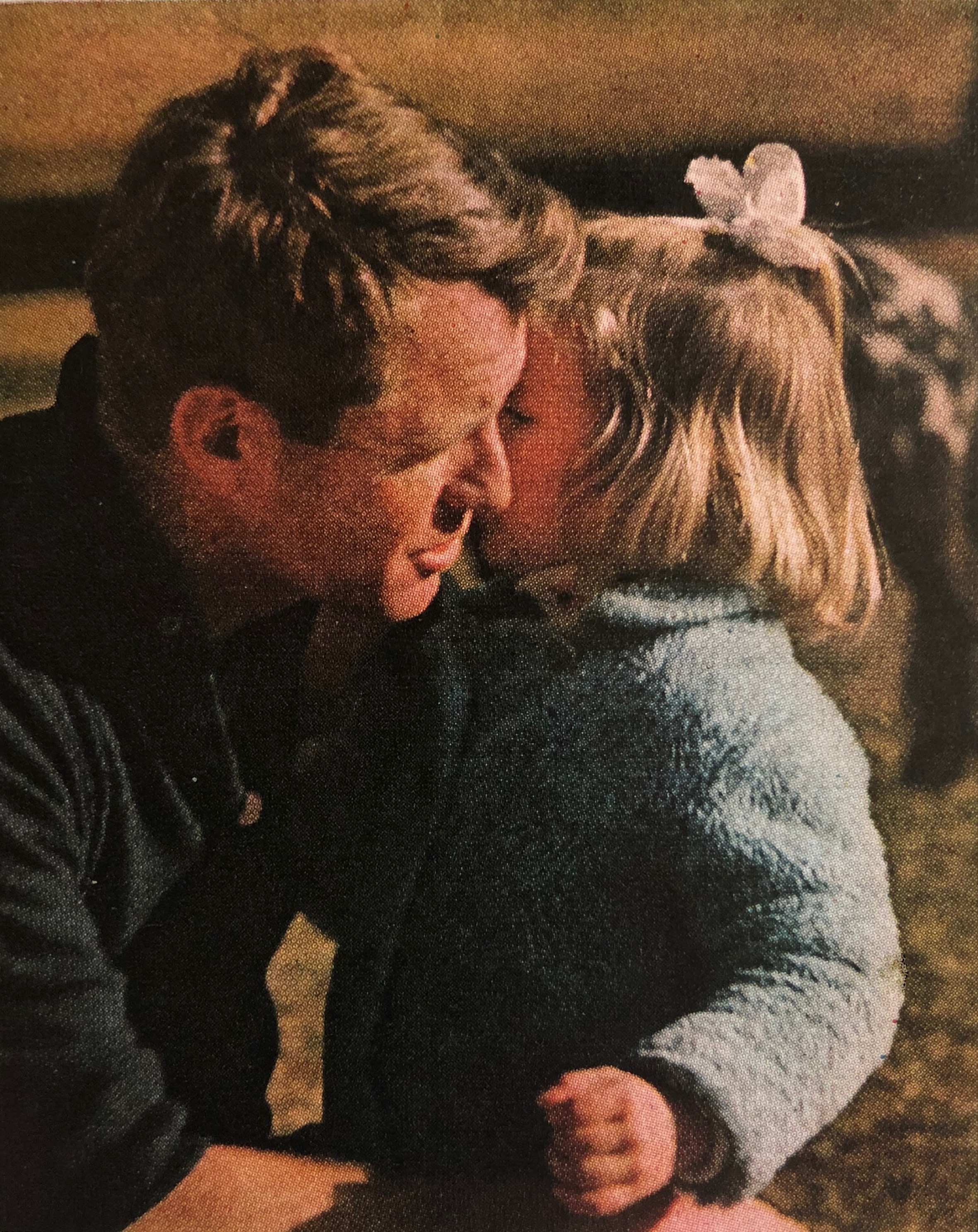
رابرت کندی به همراه کری کندی در مجله ی Look 1963

کری در ۹ ژوئن ۱۹۹۰، در ۳۰ سالگی با اندرو کوئومو در کلیسای جامع سنت متیو در واشینگتن دی سی ازدواج کرد. آنها صاحب سه دختر شدند، دوقلوها، کارا اتیل کندی کوئومو و ماریا ماتیلدا کندی کوئومو (متولد ۱۱ ژانویه ۱۹۹۵) و مایکل آندره کندی کوئومو (متولد ۲۶ اوت ۱۹۹۷). کندی و کومو در سال ۲۰۰۵طلاق گرفتند.